# Statue équestre d'Élisabeth II (Windsor Great Park)
Une statue équestre d'Élisabeth II se dresse à Windsor Great Park près de Windsor dans le Berkshire. La statue, conçue par le sculpteur Philip Jackson, a été commandée par le Crown Estate en l'honneur du jubilé d'or de la reine. Le monument a été inauguré en 2003.

## Historique
La statue est commandée par le Crown Estate pour le jubilé d'or d'Élisabeth II. Le sculpteur Philip Jackson est choisi pour concevoir la statue équestre. Elle est consacrée le 27 octobre 2003 et est connue pour être la première statue publique d'Élisabeth II au Royaume-Uni. Dans le cadre de la consécration, la statue est bénie par le révérend chanoine John Ovenden.

## Description
La statue mesure environ une fois et demie la taille réelle de la reine Élisabeth II. Elle est située au point le plus élevé du Queen Anne's Ride dans le parc. La reine est représentée telle qu'elle aurait ressemblé dans les années 1970, tandis que le cheval n'est intentionnellement pas calqué sur un cheval en particulier.